# ニシキカワハギ属
ニシキカワハギ属 (錦皮剥属、学名：Pervagor) は、フグ目カワハギ科の属の一つ。インド洋と太平洋西部の熱帯海域に分布する。

## 形態
体長は最小種で5cm程度、最大種は20cmに満たない。体型は側扁したやや細長い六角形で、腰骨の鞘状鱗はあまり発達しない。体色は変異が多い。第一背鰭の棘条は発達する。

## 生態
インド太平洋の温帯域から熱帯域にかけて分布し、岩礁域や砂地、サンゴ礁、アマモ場に生息する。雑食性で、藻類や小型の生物を捕食する。

## 分類
2022年現在、ニシキカワハギ属には8種が属する。
- ジョンストンニシキカワハギ Pervagor aspricaudus
(Hollard, 1854) (Orangetail failfish)
- ニシキカワハギ Pervagor janthinosoma
Bleeker, 1854) (Blackbar filefish)
- ヌリワケカワハギ Pervagor melanocephalus
(Bleeker, 1853) (Redtail filefish)
- タテジマカワハギ Pervagor nigrolineatus
Herre, 1927) (Black-lined filefish)
- Pervagor alternans
Ogilby, 1899) (Yelloweye filefish)
- Pervagor marginalis
Hutchins, 1986
- Pervagor randalli
Hutchins, 1986 (Yelloweye filefish)
- Pervagor spilosoma
Lay&E. T. Bennett, 1839) (Fantail filefish)

## 人間との関係
普通食用にはならない。アクアリウムで飼育される。